# 楊日森
杨日森（？—？），號齐华，南直隶池州府贵池县人，軍籍，明朝政治人物。

## 生平
万历十三年（1585年）乙酉科應天鄉試舉人，二十九年（1601年）辛丑科進士，兵部觀政，授桐乡县知县，甫报最，卒于官。百姓悲号罢市，知府蔡承植诔词有云：「實心實政，煦沫五載；瀝血喻真，烈石比介」。厥子扶櫬歸，取之赙資而已。

## 家族
曾祖楊宇，庠生。祖父楊𤇍，國子生。父楊廷栢，庠生。